# Mindeparken (Aarhus)
Mindeparken (oprindeligt navn Marselisborg Mindepark) er et parkområde på ca. 27 hektar lidt syd for Aarhus centrum. Parken blev indviet 5. juli 1925 af kong Christian 10. Parken ligger på et område mellem Marselisborg Slot og Aarhus-bugten. Knyttet til parken er arboretet Forstbotanisk Have.[kilde mangler]

## Historien
De første initiativer til anlæggelse af Mindeparken blev taget i 1905, og forløbet frem til den endelige indvielse har en kompliceret historie, der blandt andet har rødder til anlægget ved Rebild Bakker, hvor de dansk-amerikanske Rebild-fester afholdes. Den oprindelige idé bag parken var, at den skulle være et samlingssted for udenlandsdanskere, når de var på besøg i hjemlandet.
Sagen om opførelse af Mindeparken blev drøftet på et møde i Aarhus Byråd den 29. september 1924. Beslutningen blev truffet 23. oktober, og første spadestik blev taget 1. november samme år. Planen var, at indvielsen skulle ske 5. juli 1925, så dansk-amerikanerne kunne deltage heri efter festlighederne i Rebild Bakker den 4. juli. Efterfølgende er Mindeparken blevet udvidet i 1939 og igen i 1944, og den består i dag af forskellige sektioner med hver deres særpræg. 
Mindeparken gennemgik en større istandsættelse i 2013-14.

## Parkens områder
Over årene er flere områder blevet tilføjet Mindeparken.

### Rømerhaven
Rømerhaven ligger i den nordlige ende af Mindeparken og blev tilføjet i 1930 efter donation fra Christian Rømer og hans hustru Severine. Haven er anlagt og designet som en studiehave af stadsgartner Sandberg og omfatter bl.a. rhododendron, roser og blomsterbede, et spejlbassin samt en del skulpturer i bronze.

### Træsamlingen
Syd for og langs med Rømerhaven løber Træsamlingen, som er en botanisk samling af træer fra hele verden. En del af træerne er i dag ret store og veludviklede, blandt andet findes her et mammuttræ på 31 meters højde. Andet steds i parken ligger Kirsebærlunden med japanske kirsebærtræer og samlet set kan Mindeparken ses som et arboret med over 900 forskellige træer og buske fra alle egne af verden, bl.a. Syrien, Kaukasus, Californien og Kina.

### Monumentet
Fra pladsen ved Træsamlingen, løber en sti tværs over parkens plæne til Donbækhaven. Midt på denne sti ligger Monumentet, et stort cirkulært monument i kalksten, rejst for de i faldne danske soldater i 1. Verdenskrig. 

### Donbækhaven
Syd for Monumentet ligger Donbækhaven. Haven er opkaldt efter Donbækken, som har sit løb her fra Rhododendron-skoven og munder ud i to små søer ved Donbækhusene, inden den løber videre mod Aarhusbugten. Donbækhusene er to små huse fra 1828 og 1850, og hørte oprindeligt under det gamle Marselisborg Gods. Det ældste hus blev bygget af herregårdsarbejder Rasmus Olesen, som havde 3-4 tønder land i tilknytning til huset. For det skulle han betale leje til baronen af Marselisborg. Det andet hus blev bygget af kromanden til Frederikshøj Kro tæt ved Mindeparken. Husene har haft forskellige funktioner gennem tiden, som boliger for tjenestefolk til godset Marselisborg, som skovarbejderboliger og i dag anvendes de af Center for Byens til driftsformål. I 1996 nedbrændte husene, men de er senere blev genopbygget af Aarhus Kommune i den oprindelige stil. 

### Rhododendron-skoven
I den sydvestlige del af Mindeparken og vest for Donbækhaven, ligger der et næsten uplejet skovområde med en del rhododendronbuske. Den del der ligger ud mod den trafikerede Oddervej og op mod Donbækhaven, er nyligt forskønnet som en del af istandsættelsesprojekterne.
- Plænen i maj.
- Træsamlingen i juli.
- Plænen i september.
- Efterårs scene fra Træsamlingen.
- Vinter scene fra Donbækhusene.

## Forstbotanisk Have
Forstbotanisk Have (eller Forsthaven) blev anlagt i 1923 på en del af Skovridergårdens jord. I området var der tidligere tørvegrave. Den ligger bag Marselisborg Slot og Mindeparken, med indgang fra Skovridervej.

## Monumenterne i Mindeparken

### Monumentet
Monumentet blev rejst i 1934, til minde om de faldne danske soldater i Verdenskrigen 1914-1918, af hvilke de fleste var dansksindede sønderjyder under tysk værnepligt. Efter at parkens oprindelige formål som samlingssted for udenlandsdanskere forsvandt, blev Monumentet centralt for parkens funktion. Siden er andre områder og funktioner blevet tilføjet gennem årene.
Monumentet er udført af billedhuggeren Axel Poulsen og arkitekt Axel Ekberg og består af en cirkelformet gård, omkranset af en mur bygget af kalksten fra Euville i Frankrig. I muren er der indhugget 4.140 navne på faldne (i alt ca. 170.000 bogstaver) samt fire store relieffer, der symboliserer Udmarchen, Krigen, Freden og Hjemkomsten. Mindesmærket blev indviet 1. juli 1934. I indvielsesfestlighederne deltog kongefamilien, Aarhus-borgmesteren H.P. Christensen, statsminister Thorvald Stauning sammen med 50.000 mennesker fra alle egne af Danmark, herunder 6.000 sønderjyder.
- Monumentet i Mindeparken, Aarhus
- Indgang til rotunden
- Vidvinkelfoto af monumentet
- Monumentets venstre side
- Relief: Udmarchen
- Relief: Krigen
- Relief: Freden
- Relief: Hjemkomsten

### Monument for Danmarks udsendte soldater
På flagdagen for Danmarks udsendte den 5. september 2012 indviedes et nyt monument for de personer der har været udsendt i udlandet i dansk tjeneste. Før afsløringen blev der holdt taler af Grev Ingolf af Rosenborg samt borgmester Jacob Bundsgaard, hvorefter grev Ingolf og grevinde Sussie af Rosenborg afslørede monumentet. Monumentet er 2,20 meter højt og er placeret umiddelbart øst for flagpladsen. Initiativet til monumentet er kommet fra Dronningens Livregiments Soldaterforening Aarhus og Omegn og midlerne til opførelsen er skænket af Aarhus Kommune og Forsvarets Veteranpulje. 
Natten før afsløringen overhældte ukendte gerningsmænd monumentet med rød maling, dette blev dog fjernet før den officielle indvielse. 
- Mindesten for Danmarks udsendte
- Fra indvielsen.
- "Til ære for Danmarks udsendte
rejst af taknemmelige borgere
5. september 2012"